# بیبیش
بیبیش (به فرانسوی: Bibiche) یک کمون در فرانسه است که در Canton of Bouzonville واقع شده‌است.

## خصوصیات
بیبیش ۱۲٫۵۲ کیلومترمربع مساحت و ۴۳۸ نفر جمعیت دارد و ۳۱۰ متر بالاتر از سطح دریا واقع شده‌است.